# Kompenzáció (jog)
A kompenzáció latin eredetű szó. Ebben az alakban ritkán használják. (pl.713/2021. (XII. 20.) Korm. rendelet a költségvetési szervek és a bevett egyházak és belső egyházi jogi személyek foglalkoztatottjainak 2022. évi kompenzációjáról). A 2013. évi V. törvény (Polgári Törvénykönyv) nem tartalmazza magát a komepnzáció szót.
A kompenzáció -  anyagi ellentételezés értelmében -  a polgári jog területén használt többféle, egymástól részben eltérő értelmű kifejezés gyűjtőfogalma. 
Magyarországon némi bizonytalanság mutatkozik a kártérítés, kártalanítás illetve a kárpótlás fogalmainak használatában. Érdemes  terminológiai különbséget  kell tenni a jogellenes magatartások következményeiért való kártérítési, továbbá a jogos károkozásokért való kártalanítási kötelezettség között. Ugyanakkor - dogmatikai tisztázatlansága miatt - a 2013. évi V. törvény (Polgári Törvénykönyv) javaslata mellőzi a kárpótlásra vonatkozó hivatkozást.

## Kárpótlás (jog)
A kárpótlás a magyar jogban egyes, egykor jogellenesen okozott hátrányok jelképes megtérítése, azonban nem a károkozó állam/szervek stb., hanem utódaik részéről. A kárpótlás immár lezárt korszakát jelenti a rendszerváltás utáni magyar jognak.

## Kártalanítás
A kártalanítás lényege, hogy amennyiben valaki jogszerű (!) aktus következtében hátrányt szenved, ezt a hátrányt megértítik a számára  (pl. kisajátítás kapcsán). A kártalanítás a büntető eljárásban a különleges eljárások egyike.